# Cercle de Diéma
Le cercle de Diéma est une circonscription administrative malienne, il constitue le 2er cercles de la région de Nioro-du-Sahel depuis 2023. au sud-est du Mali. Il a pour chef-lieu la localité de Diéma.

## Histoire
Le cercle de Diéma est Les cercles de Nioros sont soustraits de la région de Kayes en 2012 pour former la nouvelle région de Nioro-du-Sahel. En 2023, les quatre communes de Béma, Fassoudébé, Guédébiné, Grouméra, sont soustraites du cercle de Diéma pour former le cercle de Béma.

## Subdivisions
Il compte cinq communes : Diéma, Dianguirdé, Dioumara, Gomitradougou, Madiga-Sacko.   
Depuis 2023, le cercle est divisé en deux arrondissements, cinq communes, 76 villages, fractions, quartiers : VFQ, il est codé en  1102.
| Code   | Arrondissement                  |
| ------ | ------------------------------- |
| 110201 | Arrondissement central de Diéma |
| 110202 | Arrondissement de Dioumara      |

| Code     | Commune           | Chef-lieu         | VFQ |
| -------- | ----------------- | ----------------- | --- |
| 11020101 | Diéma             | Diéma             | 21  |
| 11020102 | Dianguirdé        | Dianguirdé        | 18  |
| 11020103 | Madiga-Sacko      | Madiga-Sacko      | 5   |
| 11020201 | Dioumara Koussata | Dioumara Koussata | 23  |
| 11020202 | Gomitradougou     | Gomitradougou     | 9   |

## Géographie
Les grandes villes de la Cercles sont Diéma, Dioumara, Dianguidé, Gumitradougou, Madiga-Sacko, Doybougou, Tinkaré, Safara, Sebabougou, et Souranguébou,

La cercle de Diéma compte deux forêts classée couvrent d'une superficie de 6 521 Km. En 2023, cinq communes et 76 villages.
1. ↑  Loi N°99-035 du 10 août 1999 portant création des collectivités territoriales de cercles et de régions
2. ↑  « Résultats provisoires du Recensement général de la population et de l'habitat 2009 », sur Institut national de la statistique (Mali), 2010 (consulté le 18 mars 2010)
3. ↑  MATD, Loi no 2023-006 portant création des circonscriptions administratives en République du Mali, 13 mars 2023.
4. ↑  Ministère de l'administration territoriale et de la décentralisation, Loi 2023-007 du 13 mars 2023 portant création des collectivités territoriales
5. ↑  Mali News Tv, Projet de loi portant création des circonscriptions administratives, 22 février 2023.
6. ↑  (bm) « Prototypical Transition-Metal Carbenes, (CO)5CrCH2, (CO)4FeCH2, (CO)3NiCH2, (CO)5MoCH2, (CO)4RuCH2, (CO)3PdCH2, (CO)5WCH2, (CO)4OsCH2, and (CO)3PtCH2: Challenge to Experiment », sur doi.org (consulté le 15 août 2025)
7. ↑  Alexandru Ioan Badulescu, « Un résultat de transfert et un résultat dintégrabilité locale des caractères en caractÉristique non nulle », Journal für die reine und angewandte Mathematik (Crelles Journal), vol. 2003, no 565,‎ 2 janvier 2003 (ISSN 0075-4102 et 1435-5345, DOI 10.1515/crll.2003.096, lire en ligne, consulté le 15 août 2025)